# Kabane
Kabane (姓) fueron títulos utilizados con nombres de clanes (uji na) en el Japón pre-moderno para denotar el rango y la posición política de cada clan (uji). Eran más de treinta. Algunos de los kabane más comunes fueron Omi (臣), Muraji (連), Kuni no miyatsuko (国造), Kimi (君 o 公), Atai (直), Fubito (史), Agatanushi (県主) y Suguri (村主).
Los kabane se dividieron en dos clases generales: los que decían que eran descendientes de la línea Imperial (皇別 kōbetsu), y los que decían que eran descendientes de los dioses (神別 shinbetsu). A menudo no hay evidencia histórica para tales distinciones, además de los registros antiguos y otras transmisiones.
Al principio, los kabane eran administrados por clanes individuales, pero finalmente llegaron a ser controlados por la corte Yamato. En el 684, los kabane se reformaron en el sistema de ocho kabane (八色の姓 yakusa no kabane). El omi poderoso de la época recibió el kabane de ason, que ocupó el segundo lugar en el nuevo sistema, mientras que la mayoría de los muraji recibieron el kabane de sukune, que ocupó el tercer lugar. Más tarde, a medida que los clanes comenzaron a convertirse en hogares individuales, el sistema kabane se desvaneció gradualmente.
- Datos: Q1664099